# Гадюка павукохвоста
Гадюка павукохвоста (Pseudocerastes urarachnoides) — вид отруйних змій родини Гадюкові. Вперше описана у 2006 році, гадюка Pseudocerastes urarachnoides мешкає всього в двох іранських провінціях — Ілам і Керманшах. 
Змія ховається в ущелинах скель або залягає у засідці під низькорослими чагарниками недалеко від свого притулку. На кінці хвоста міститься вирост, що нагадує формою павука. Така незвичайна форма хвоста слугує для заманювання в пастку птахів, які спокусилися на удавану здобич. Дослідники спостерігали, як нічого не підозрююча пташка, що клює приманку, слідувала за нею прямо в рот хижачки. Крім унікальної форми хвоста, у Pseudocerastes urarachnoides є пара м'яких виростів, схожих на невеликі, загнуті назад ріжки. Вони розташовані прямо над очима і покриті двома або трьома дрібними лусочками.